# Phil LaMarr

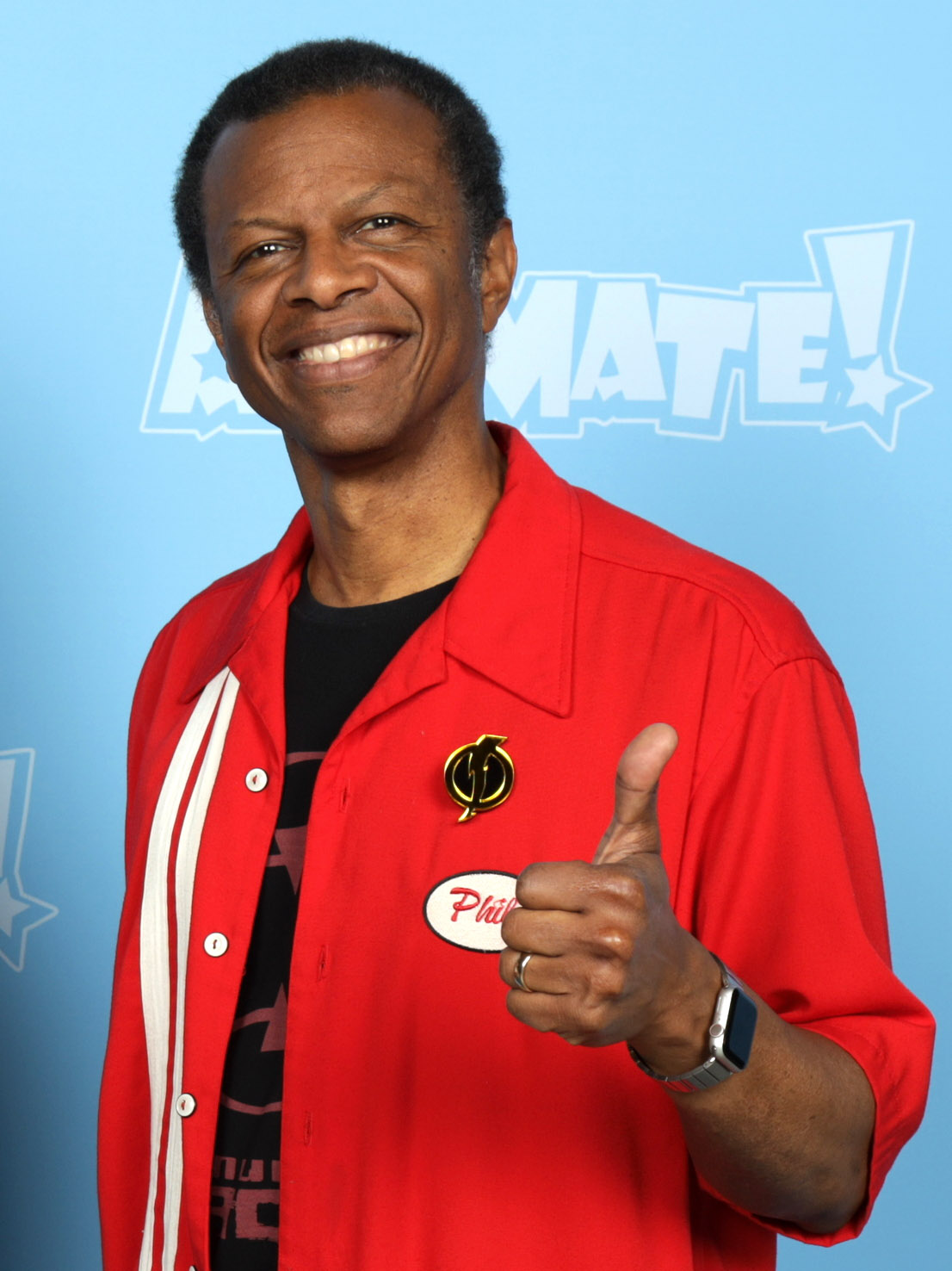
Phil LaMarr (2023)

Phillip „Phil“ LaMarr (* 24. Januar 1967 in Los Angeles, Kalifornien) ist ein US-amerikanischer Schauspieler und Komiker.

## Leben
Nach kleineren Rollen hatte LaMarr einen ersten größeren Auftritt als Marvin in Pulp Fiction, wo ihm von Vincent Vega (John Travolta) versehentlich im Auto beim Überfahren einer Bodenwelle ins Gesicht geschossen wird und sein Blut den ganzen Wagen „versaut“.
Bekannter wurde er durch seinen Auftritt in MADtv, wo er zwischen 1995 und 2000 verschiedene Rollen spielte.
In den Videospielen Metal Gear Solid 2 – Sons of Liberty sowie Metal Gear Solid 4 – Guns of the Patriots lieh er Vamp seine Stimme.
Ansonsten ist LaMarr als Synchronsprecher in vielen TV-Zeichentrick-Serien zu hören (z. B. Samurai Jack, Futurama, Kim Possible, Transformers: Animated, Family Guy und  The Clone Wars sowie Star Wars Rebels). Insgesamt war er an mehr als 300 Produktionen beteiligt.

## Filmografie (Auswahl)

### Film und Fernsehen
- 1994: Was ist Pat? (It’s Pat)
- 1994: Pulp Fiction
- 1995–2000: MADtv
- 1998: Whose Line Is It Anyway?
- 2013: Castle (Staffel 6, Folge 16 als Dr. Holloway)
- 2014: #Zeitgeist (Men, Women & Children)
- 2016: Lucifer (Folge 2x5) Der Schutzteufel
- 2016–2019: Veep – Die Vizepräsidentin (Veep)
- 2017: Grey’s Anatomy (Folge 13x11)
- 2018: Superstore (Folge 3x13)
- 2023: Quiz Lady

### Sprechrollen
- 1983–1984: Mister T
- 1999: Hey Arnold!
- 1999–2013: Futurama
- seit 1999: Family Guy
- 2001–2004: Samurai Jack
- 2001–2006: Die gruseligen Abenteuer von Billy und Mandy (The Grim Adventures of Billy & Mandy)
- 2001–2006: Justice League Unlimited
- 2001–2008: Metal Gear Solid (als Vamp)
- 2002–2007: Kim Possible
- 2004: Große Haie – Kleine Fische (Shark Tale)
- 2005–2008: Robot Chicken
- 2009: Rising Up: The Story of the Zombie Rights Movement
- 2010–2012: Die Avengers – Die mächtigsten Helden der Welt (The Avengers: Earth’s Mightiest Heroes)
- 2011: Dead Island
- 2012: Tom und Jerry – Robin Hood und seine tollkühne Maus (Tom and Jerry: Robin Hood and His Merry Mouse)
- 2013: Dead Island: Riptide
- 2014: Mittelerde: Mordors Schatten (Middle-earth: Shadow of Mordor)
- 2018–2025: Craig of the Creek
- 2018: Die Unglaublichen 2 (Incredibles 2)
- 2019: Rick and Morty (Fernsehserie, Episode 4x05)
- 2019–2021: Bless the Harts
- seit 2019: Harley Quinn
- 2020: Central Park
- 2020–2024: Star Trek: Lower Decks
- 2021: My Little Pony: A New Generation
- 2022: Beavis and Butt-Head Do the Universe
- 2022: Das Buch von Boba Fett (3 Folgen, Doppelrolle)
- 2023: Babylon 5: The Road Home
- 2023: Craig Before the Creek
- 2023: Angespült – Ein Krabbenteuer (Under the Boardwalk) (Stimme)